# Красная Поляна (Барышский район)
Кра́сная Поля́на — село в Барышском районе Ульяновской области. Входит в состав Ленинского городского поселения.

## География
Населённый пункт расположен у одного из истоков реки Барыш в 33 километрах к юго-западу от города Барыш — административного центра района. Расстояние до Ульяновска — 145 километров.

### Часовой пояс
Красная Поляна, как и вся Ульяновская область, находится в часовой зоне МСК+1. Смещение применяемого времени относительно UTC составляет +4:00.

## Название
Название села Красная Поляна связано с понятием «Красная» — «красивая, хорошая поляна». Раннее называлось Никольское, Синодское и Сенатское.

## История
Село основано в конце 1680-х годах при строительстве Сызранской оборонительной линии.
В 1753 году прихожанами был построен деревянный храм, в 1875 году его перестроили по новому плану. Престол в нём — во имя Святителя и Чудотворца Николая (в советское время перестроен под  клуб), ныне восстановлена.
В 1780 году село Красная Поляна, при реке Барыше, экономических крестьян, помещичьих крестьян, однодворцев, вошло в состав Канадейского уезда Симбирского наместничества.
С 1796 года — в Сызранском уезде Симбирской губернии.
Второй тёплый храм, тоже деревянный, без колокольни, был построен в 1856 году помещиком Г. Дмитриевым. Престол в нём — в честь Покрова Пресвятые Богородицы, ныне на этом месте библиотека.
В 1859 году село Красная Поляна (Сенатское), удельных крестьян, однодворцев, во 2-м стане Сызранского уезда Симбирской губернии.
С 1887 года действовала церковно-приходская школа.
Согласно статистическим данным, в 1913 году в селе было 148 дворов, 911 жителей.
В 1930 году был создан колхоз «Правда».
С ВОВ не вернулось 48 жителей села.
До 2005 года являлось административным центром ныне упразднённого Краснополянского сельсовета.

## Население
| 1913 | 1996 | 2010 |
| ---- | ---- | ---- |
| 911  | ↘305 | ↘148 |

### Известные уроженцы, жители
- Земскова, Мария Васильевна — Героя Социалистического Труда, свинарка колхоза «Правда».
- старец Леонтий (Леонтий Тимофеевич Шестаков) (1828-1901) — святой, настоятель церкви, похоронен здесь[13].

## Достопримечательности
- Родник «Уличный (Святого Левонтия)» — особо охраняемая природная территория[14][15].
- Родник «Ильинский», святой источник пророка Илии у села Красная Поляна[16].
- В центре села возле бывшей церкви сохранилась могила умершего в 1901 году старца Леонтия (Леонтий Тимофеевич Шестаков), почитаемого верующими из числа местных жителей за святого[3][17].
- Недалеко от села в поле найден боевой топор медно-бронзового века[3].
- Самым лечебным источником считается место под названием «Сливы», это святое место, где люди лечатся. Здесь сливается множество родников со всей округи и в месте их СЛИВА получается особая сила, излечивающая многие болезни, только помолиться надо. Именно сюда направлял местный Святой старец Леонтий. Сохранились воспоминания, что многие бездетные женщины, именно после купания в Сливах обрели детей. Многие личились от болезней ног, спины и т.д.[9]
- Памятник войнам односельчанам погибшим в ВОВ (2015)[11].
- Церковь в селе Красная Поляна является выявленным объектом культурного наследия (памятником истории и культуры) – «Церковь во имя Николая Чудотворца, (православный однопрестольный храм)», 1753; 1875 годы. (Распоряжение Главы администрации Ульяновской области от 29.07.1999. № 959-р.)[18]

## Инфраструктура
Село разделёно на пять улиц (Молодёжная, Нагорная, Новая, Хуторская, Центральная) и один переулок (Центральный). По состоянию на 2000 год в селе действовали школа, клуб, библиотека, центр СПК «Правда». В настоящее время информации о функционировании школы нет.